# Looking for Comedy in the Muslim World
Looking for Comedy in the Muslim World' é um filme estadunidense e 2006 produzido e estrelado por Albert Brooks.